# Erica obconica
Erica obconica är en ljungväxtart som beskrevs av Ha. Baker. Erica obconica ingår i släktet klockljungssläktet, och familjen ljungväxter. Inga underarter finns listade i Catalogue of Life.